# Хуни (фараон)
Хуни је био последњи фараон 3. египатске династије. Био је наследник Кабе, те му је можда био син. Хуни је владао од 2637. п. н. е, па до своје смрти.

## Етимологија
Хуни значи "уништавач". Манетон га назива Керфер(ис) и Ах, а име Хуни је негде скраћено на Ху.

## Биографија
Хуни је наследио Кабу. Највероватније су си били отац и син. Да је Хуни био задњи владар 3. династије, дознајемо из Меченове мастабе. Постоји сумња да је Хуни на престо дошао врло стар. На листи службеника фараона Џосера се спомиње неки Хуни. Ако је то овај фараон, могуће је да је био у роду са Џосером, а кад је дошао на престо, морао је бити јако стар, јер су између Џозера и Хунија владали Секемкет (могући Хунијев деда) и Каба. Хунијева главна жена је била Џефатнебти. Она је с Хунијем имала кћер Хетеферес I. Хуни је имао још једну жену, Мересанк I, с којом је био отац Снофруа, свог наследника. 
Хуни је током своје владавине изградио много грађевина. Након што је умро, сахрањен је у гробници за чију се локацију такмиче пирамида у Меидуму, Сакара или мастаба 17 у Мејдуму.